# Westerlund 1-26
Westerlund 1-26 é uma estrela hipergigante vermelha que está localizada a 11 500 anos-luz da Terra na constelação Ara. Tem cerca de 5 milhões de anos. Westerlund 1-26 foi originalmente descoberto como uma fonte incomum de ondas de rádio no cluster estrela Westerlund 1, ambos descobertos pelo Astrónomo Bengt Westerlund em 1961. Apesar de ser descoberto em 1961, seu tamanho não era conhecido até 2013. Westerlund 1-26 é uma estrela tão misteriosa que ninguém sabe o tamanho verdadeiro dela. Muitos consideram que é maior do que UY Scuti e outros acham que pode ser menor, mas ainda não se tem certeza desse fato. Tem uma estimativa superior de 2 544 raios solares ou um tamanho menor de 1 530 raios solares. Assim, às vezes é reivindicado como a maior estrela, mesmo que isso não seja confirmado. Se a estimativa superior for verdadeira, ela poderá prolongar-se a meio da órbita de Urano. É uma estrela a maior de todas as estimativas possíveis. Tem uma luminosidade de 320 000-380 000 (possivelmente 1 000 000) vezes a de nosso sol e uma temperatura de 3 323 graus Celsius. A sua massa é desconhecida.